# Żółkin
Żółkin – jezioro w Wysoczyźnie Bełchatowskiej, położone w województwie łódzkim, w powiecie bełchatowskim, w gminie Bełchatów 2 km od wsi Zawadów. Otoczone jest drzewostanem sosnowym. Obok jeziora Żółkin przebiega XII trasa rowerowa Bełchatowskiego Stowarzyszenia Załogi Rowerowej "Zgrzyt". 
Powierzchnia zwierciadła wody wynosi od 4,5 ha.